# Bjørg Andersen
Pour les articles homonymes, voir Andersen.
Bjørg Andersen, née en 1942, est une ancienne handballeuse internationale norvégienne.
Avec l'équipe de Norvège, elle participe notamment au Championnat du monde 1971, 1973 et 1975.
Elle est la mère de l'entraîneur norvégien de football Jørn Andersen et la grand-mère du footballeur allemand Niklas Andersen.